# Nyctophilus arnhemensis
Nyctophilus arnhemensis es una especie de murciélago de la familia Vespertilionidae.

## Distribución geográfica
Es endémica del norte de Australia.